# Чарлстон Парк (Флорида)
Чарлстон Парк (енгл. Charleston Park) насељено је место без административног статуса у америчкој савезној држави Флорида.

## Демографија
По попису из 2010. године број становника је 218, што је 193 (-47,0%) становника мање него 2000. године.
| Група             | 2000.       | 2010.       |
| Белци             | 17 (4,1%)   | 36 (16,5%)  |
| Афроамериканци    | 344 (83,7%) | 163 (74,8%) |
| Азијати           | 0 (0,0%)    | 1 (0,5%)    |
| Хиспаноамериканци | 49 (11,9%)  | 21 (9,6%)   |
| Укупно            | 411         | 218         |